# (36312) 2000 KO50
2000 KO50 (asteroide 36312) é um asteroide da cintura principal. Possui uma excentricidade de 0.16172040 e uma inclinação de 7.75146º.
Este asteroide foi descoberto no dia 27 de maio de 2000 por LINEAR em Socorro.